# Isla Aguada
Isla Aguada es una localidad mexicana situada en el estado de Campeche, dentro del municipio de Carmen.

## Características
La población de Isla Aguada y su zona de influencia pertenecen al Área de Protección de Flora y Fauna “Laguna de Términos”, este sistema lagunar estuario forma parte del complejo deltaico que constituye la descarga más importante de agua dulce y sedimentos terrígenos hacia el Golfo de México. Por lo cual son sitios idóneos para la alimentación y reproducción de especies marinas y de agua dulce, local y migratoria.
El sistema de humedales, al que pertenece Isla Aguada, forma la unidad ecológica costera más importante de Mesoamérica por su productividad natural y biodiversidad. En el área se presenta un mosaico de asociaciones vegetales acuáticas y terrestres, hábitats críticos para especies pesqueras de interés comercial y una importante zona de anidación para tortugas marinas y aves migratorias.
Existe una presencia importante de delfines “Nariz de botella” (Tursiops truncatus) alrededor de Isla Aguada, lo que hace un peculiar espectáculo su avistamiento.
La Isla de los Pájaros, es un islote donde llegan muchas aves como patos, garzas, fragatas y gaviotas entre otras especies de aves marinas locales y migratorias.  Es hábitat de la cigüeña Jabirú, el ave acuática más grande de América.

## Historia
Esta comunidad se encuentra situada en el extremo oeste de la Península del Palmar, frente al litoral costero de Ciudad del Carmen. Originalmente era conocida por los mayas chontales (putunes) como "Hol tun", sin embargo, no existe ningún registro fidedigno que sea comprobable, más bien lo consideran por el idioma maya, por lo que no es aceptado.Siendo una pequeña ínsula, nombrada por los españoles como Puerto Deseado en 1518 y Puerto Escondido en 1519 según registros cartográficos de esa época.
La isla estuvo despoblada por mucho tiempo. Fue usada solamente como lugar de abrigo para los navegantes durante la temporada de nortes y turbonadas. En el año de 1762, siendo gobernador del presidio don Bernardo Sáenz Montero, unos piratas se instalaron en ella; Desde entonces la pequeña isla que se encuentra prácticamente escondida, ya que está rodeada de la Laguna de Términos, fue el sitio perfecto de escondite para los piratas que llegaban a refugiarse de los navíos de la armada españoles.  En el año de 1762 habían atacado un bongo que procedía del Usumacinta con mercancías y pasaje para Yucatán, les robaron todo lo que llevaban, después permanecieron en la isla estorbando la navegación. Don Bernardo, ante esa situación, envió un destacamento de hombres bien armados, en dos naves, que cayeron por sorpresa sobre los ladrones; éstos emprendieron la huida, pero la pequeña armada les dio alcance, recuperaron las mercancías y tomaron algunos prisioneros; de todo lo cual el gobernador dio aviso a algunas autoridades virreinales.
Después de este hecho, el gobernador mandó construir un pequeño fuerte, así como una torre vigía, dotando a la vez al lugar de algunas fuerzas para el cuidado de la isla. Aquellos fueron seguramente los primeros pobladores de Isla Aguada.
También muchos de los primeros habitantes de la villa fueron familias que venían huyendo de la Guerra de Castas en Yucatán. Debido al gran comercio marítimo que existía a finales del siglo XIX y principios del siglo XX, donde barcos de gran calaje llegaban a la Laguna de Términos, al Puerto Escondido, antiguo nombre de la Villa de Isla Aguada, barcos procedentes principalmente de España, Francia e Inglaterra que traían como lastre las famosas tejas marsellesas, tinajas de barro de gran tamaño llenas de aceitunas y vino, y que venían por chicle, maderas preciosas, tortugas marinas, fue necesario construir un faro de material no perecedero, ya que el que se encontraba en ese entonces, era una torre de madera.
Para el año 1824, al iniciarse la vida independiente del país, se nombró para Isla Aguada un juez auxiliar, que lo fue el señor José María Castro; durante la Guerra de Castas de Yucatán la población aumentó, pues muchas familias que habían ido a Sabancuy encontraron en Isla Aguada mejores condiciones para desarrollarse.
La resolución presidencial que dotó de ejido al pueblo fue emitida el 25 de octubre de 1923.
La Villa de Isla Aguada pertenece a Ciudad del Carmen. Es decir, es una elongación ejidal de la cabecera municipal.

## Población
Según datos del II Conteo de Población y Vivienda 2005 cuenta con una población de 4688 habitantes de los cuales 2459 son varones y 2229 mujeres, 2704 son mayores de 18 años (57% del total).
Educación escolar en Isla Aguada;
Aparte de que hay 487 analfabetas de 15 y más años, 105 de los jóvenes entre 6 y 14 años no asisten a la escuela.
De la población a partir de los 15 años 455 no tienen ninguna escolaridad, 1492 tienen una escolaridad incompleta. 492 tienen una escolaridad básica y 548 cuentan con una educación post-básica.
Un total de 210 de la generación de jóvenes entre 15 y 24 años de edad han asistido a la escuela, la mediana escolaridad entre la población es de 6 años.

## Infraestructura
En la Villa de Isla Aguada el abasto de agua potable lo reciben de la misma que red que abastece a Ciudad del Carmen (cuyos pozos de producción están en el ejido Chicbul, en la jurisdicción de Sabancuy) y la calidad del agua, según la opinión de los entrevistados, es buena.
La población aguadeña recibe el suministro eléctrico de la subestación ubicada en Sabancuy, pero se hace necesario ampliar la red de distribución urbana de la electricidad, así como el servicio de alumbrado público.
Isla Aguada cuenta con servicios de telefonía (Telmex), cobertura satelital de telefonía celular, servicios de correos, telégrafos TELECOMM, Internet y sistema de televisión por cable.

## El faro antiguo de Isla aguada
Desde hace más de un siglo, se erige en la Villa de Isla Aguada, un centinela que ha resistido a pesar de todo, el paso del tiempo y del olvido, que formó parte importante de la historia de esta comunidad y que durante muchos años, permaneció dormido, esperando el momento de resurgir, de renacer, como el Ave Fénix, para recuperar su lugar y de nueva cuenta formar parte de la historia de esta pequeña comunidad de pescadores. Como consecuencia de lo importante comercio marino que tienen lugar a finales del siglo XX muchos barcos llegaron a la Laguna de Términos al Puerto Escondido, nombre que en ese momento se le conocía a la Villa de Isla Aguada, mediante este puerto ingresaban piezas de mucho valor y útiles para el desarrollo de la zona.  
El 2 de mayo del 2010 volvió a la vida, recobró su esplendor, convertido ahora no solo en un centinela que tenía la misión de llevar a buen puerto a los marinos, sino en un vigía que vela por el desarrollo económico, social y cultural de este noble pueblo de pescadores y que ahora, está próximo a cumplir su 2° aniversario en esta nueva senda.

### Su historia
Debido al gran comercio marítimo que existía a finales del siglo XIX y principios del siglo XX, donde barcos de gran calaje llegaban a la Laguna de Términos, al Puerto Escondido, antiguo nombre de la Villa de Isla Aguada, barcos procedentes principalmente de España, Francia e Inglaterra que traían como lastre las famosas tejas marsellesas, tinajas de barro de gran tamaño llenas de aceitunas y vino, y que venían por chicle, maderas preciosas, tortugas marinas, fue necesario construir un faro de material no perecedero, ya que el que se encontraba en ese entonces, era una torre de madera.
Se construye el faro de Isla Aguada y se construye otro edificio de igual importancia, la Aduana Marítima, que fue un inmueble que se localizaba frente a la laguna a orillas de lo que hoy es el malecón, igual de arquitectura francesa, pero que por desgracia, fue derribado hace ya más de 20 años.
El antiguo faro, es una joya arquitectónica de la nación, que data de los tiempos del Porfiriato, a pesar de no tener una fecha exacta del inicio de su edificación, los datos más antiguos que hacen referencia a este inmueble son de 1907. El faro fue diseñado por arquitectos franceses por órdenes de Porfirio Díaz, y según las investigaciones que hiciera en el Archivo General de la Nación la doctora Mónica Silva, especialista en arquitectura de Faros de América, formaba parte de una serie de siete faros que estaban distribuidos en los estados de Tamaulipas, Veracruz, Campeche y Yucatán donde estaba el más alto, en una comunidad llamada Yalkubul.

### Su construcción
El edificio es de arquitectura estilo neoclásico francés, es una construcción de mampostería, de arena cernida vaciada y varillaje de una pulgada, que consta de dos plantas o niveles, con columnas y balaustradas (las originales traídas de Francia), con una torre integrada en la misma edificación de 18 metros de altura, en cuyo cimiento se encuentra una cisterna de dos metros de profundidad por tres metros de largo, donde se recolectaba el agua de lluvia a través de un sistema de tuberías de hierro fundido que también fueron traídas de Francia, y que según tradición oral de habitantes de esta comunidad, era el agua que compraba la gente del lugar para beber.
El faro se erigió en un lugar conocido como la Punta del Tigre (llamada así porque según los antiguos pobladores, en este lugar había un tigre, posiblemente un ocelote, tigrillo o jaguar pequeño), en terrenos nacionales a escasos 300 metros de lo que fuera el antiguo embarcadero de la panga. Se dice también que la construcción de este faro, duró poco más de un año, sin embargo, la fecha registrada de inicio de operaciones es del 18 de julio de 1907, cuando Cándido Salavarría instaló el mecanismo del lente Fresnel. En 1908, fue emitido un decreto por el gobernador del Estado, Tomás Aznar y Cano, donde se devolvía al Gobierno Federal, una hectárea de terreno, donde ya estaba construido el faro.
La cúpula de bronce que tenía este faro fue construida en la ‘ciudad luz’, por la empresa Barbiere Bernard y Torenne, ubicada en ese entonces en la calle Curial 82, de París, Francia, transportada en barco desde el Viejo Continente a México. La cúpula era una estructura circular en el cual venían vaciados seis vidrios de 5 mm de espesor, de un metro de ancho por metro y 30 cm de alto color ámbar, y cóncavos o curvos, que formaban la circunferencia de la cúpula los cuales todavía existen, no así la estructura de bronce que desapareció en 1978, ya que según el farero Sergio Eleazar Fuentes Arce, uno de los últimos encargados del faro cuando pertenecía a Dirección General de Marina Mercante, dependiente de la Secretaría de Comunicaciones y Transportes, fue llevada a la Ciudad de México para formar parte del acervo del Museo de Faros de la Dirección General de Marina Mercante, lo cierto es que no se sabe el paradero real de la cúpula.

### Rescate
El rescate de este edificio se consolidó en el año 2010 por el Gobierno del Estado de Campeche, a través de la Administración Portuaria Integral (API) se invirtieron más de nueve millones de pesos.
Se rescata el proyecto que en un principio solo era la restauración del edificio del Faro Antiguo, proyecto que es enriquecido con la visión del nuevo titular tanto del Gobierno del Estado, Fernando Eutimio Ortega Bernés, como de Sadek Abad, director del API, que le dan un sentido diferente al rescate de esta obra, con una visión más turística y humana, agregándole áreas verdes, andadores, un área de juegos infantiles, un pequeño kiosco, una plazoleta y una explanada, rescatando también un pequeño edificio que servía como un almacén, el cual fue habilitado para albergar un pequeño centro de cómputo con acceso a Internet.
El acertado rescate de esta histórica joya, donde el Gobierno del Estado invirtió más de nueve millones de pesos, define el inicio de un importante programa integral que además de promover la cultura popular marítima en el Estado, apuesta a la creación de nuevos espacios recreativos que aporten al crecimiento cultural social e incrementen las oportunidades del desarrollo sustentable en sus comunidades, generando nuevas alternativas económicas como el ecoturismo.
Rescate que se dio dentro del marco del Programa Puerto Ciudad de Campeche, donde también nace el innovador programa “Ruta de Faros”, siendo el Faro Antiguo de Isla Aguada, el primero que es rescatado. Este innovador programa le ha dado no solo a Isla Aguada, sino a todo el Estado, una notoriedad mundial, en beneficio principalmente de los habitantes de las comunidades del Estado donde existe un faro, programa que atinadamente dirige el licenciado Mauricio Beitia Cambranis.
En este tenor, el faro antiguo de Isla Aguada, se convierte en un Centro Cultural Comunitario, donde el primer piso, que eran las habitaciones del guardafaro, encargado del faro o farero principal donde vivía junto con su familia, se convierte en el Museo Comunitario, donde la primera habitación alberga exposiciones itinerantes y la segunda dedicada a la exposición de objetos rescatados en restos de barcos hundidos del programa de Arqueología Subacuática, colaboración del Instituto Nacional de Antropología e Historia, delegación Campeche, así como la exposición permanente de fotografías de Eduardo Rebolledo y el mural de las aves, creación de los artistas plásticos Leonel Cortez y Yaneth González, que se encuentran en esta zona, principalmente en la Isla de los Pájaros.
El faro, ha formado parte del paisaje urbano de la población de Isla Aguada, de amplia tradición como paso de viajeros y ruta comercial desde la época colonial y hasta mediados del siglo pasado, su función como elemento de orientación náutica ha quedado atrás por los adelantos tecnológicos con los que cuentan los navegantes en el presente, sin embargo, en este espacio arquitectónico, donde ahora se ubica el museo de la comunidad, se ha convertido en un eje importante de desarrollo social, cultural y económico para la comunidad,  que tiene como objetivo resguardar de manera permanente una serie de objetos y documentos que forman parte de su historia, así como también tiene la función de recibir exposiciones temporales que enriquecerán el pensamiento y la acción de los habitantes de su entorno, así como de los visitantes que busquen conocer y disfrutar de la historia local.

## Tradiciones

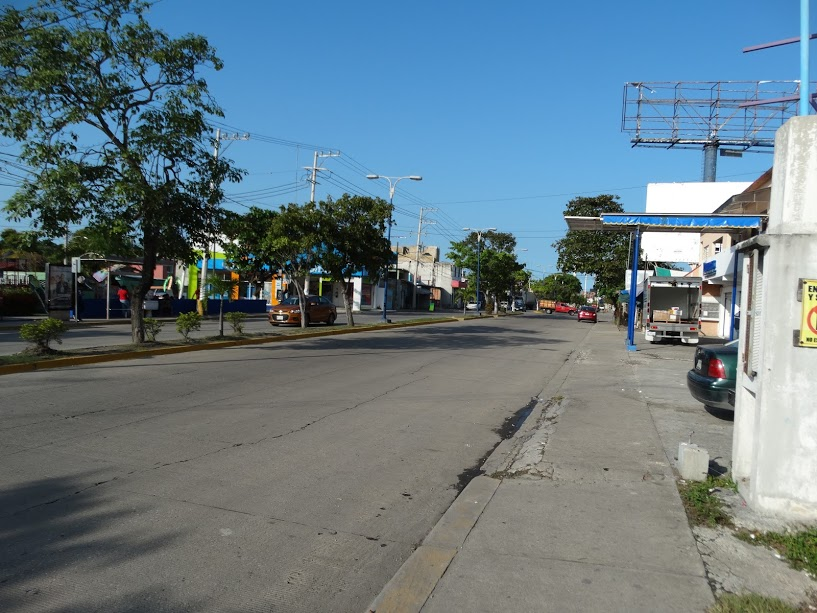
Vista de la calle

La fiesta tradicional en Isla Aguada se realiza del 3 al 11 de mayo en honor a la “Santa Cruz”. Este festejo ha evolucionado de su carácter religioso matizándose con actividades civiles y paganas. En su organización participan la Iglesia católica, la Comisaría Municipal y la comunidad a través de gremios, quienes diseñan un programa de actividades que incluyen bailes populares, concursos, carreras de lanchas, juegos deportivos, y el paseo del Señor del Pescador por la bahía el día 11 de mayo, con lo cual concluye la festividad.
El poblador de Isla Aguada convive en los tres parques que tiene la comunidad, en las playas o balnearios y en dos centros sociales. Ofrece y comparte una exquisita gastronomía elaborada a base de pescados y mariscos, y los visitantes pueden adquirir artesanías de conchas u hospedarse en algunos de los hoteles que existen.
Actualmente ofrecen algunos paseos turísticos en lanchas con motor fuera de borda, para visitar y fotografiar delfines en su hábitat y la Isla de Pájaros, Aunque le falta mejorar su infraestructura y servicios.
A pesar de ser una comunidad muy tradicional y arraigada a sus costumbres, sus pobladores se han abierto al turismo con el fin de desarrollar la ciudad permitiendo una mayor afluencia de visitantes, aprovechar mejor los recursos naturales a través del ecoturismo e impulsando el comercio de alimentos y de artesanías, entre otros.

### Comida
Isla Aguada también es rica en comida ya que por estar ubicada en una región rica en pescados y mariscos del estado de Campeche para ser más exacta en la Laguna de Términos, ofrece grandes platillos de estos como por ejemplo: sus tradicionales panuchos rellenos de camarón,
cazón o jaiba, camarones a la diabla, entre otros platillos mexicanos. Todo esto y más para disfrutar en Familia.

## Economía
Durante muchos años la única actividad económica practicada por los aguadeños es la pesca. El producto es almacenado en bodegas de enhielado y exportado (por las familias de gran tradición como Los Vargas) a los mercados de La Viga, en la Ciudad de México, y de Ciudad del Carmen, por la vía terrestre. Durante algún tiempo también comercializaron las carnes de tortuga y de cocodrilo, ahora prohibidos por encontrarse ambas especies en peligro de extinción. Muchos aguadeños participaron en las pesquerías del camarón durante la época dorada de esta industria en Ciudad del Carmen, para lo cual cambiaron su residencia.
Actualmente la pesca sigue siendo la principal actividad, a pesar de las múltiples dificultades que enfrenta. El comercio, la incipiente acuacultura y el esfuerzo por detonar la actividad turística son los complementos económicos en la emergente de generar empleos.
La Villa de Isla Aguada ha crecido, aunque de manera limitada por la naturaleza de su terreno. La actividad agrícola estuvo básicamente limitada al cultivo del coco, que desapareció en la década de los 90 (siglo XX), por el Amarillamiento letal.
Hay un total de 1216 hogares en Isla Aguada. De estos hogares 1161 son casas normales o departamentos. 214 hogares tienen piso de tierra y 400 consisten en un cuarto solo. En Isla Aguada hay 1055 viviendas que cuentan con instalaciones sanitarias, 731 viviendas que están conectado a la red pública y 1022 viviendas tienen acceso a la luz eléctrica. De las hogares en Isla Aguada aproximadamente 37 tienen una o más computadoras, 720 cuentan por lo menos con una lavadora y 891 viviendas tienen uno o más televisores. La información sobre Isla Aguada está basada en el censo del 2005 efectuado por el Instituto Nacional de Estadística Geografía e Informática (INEGI).

### Turismo

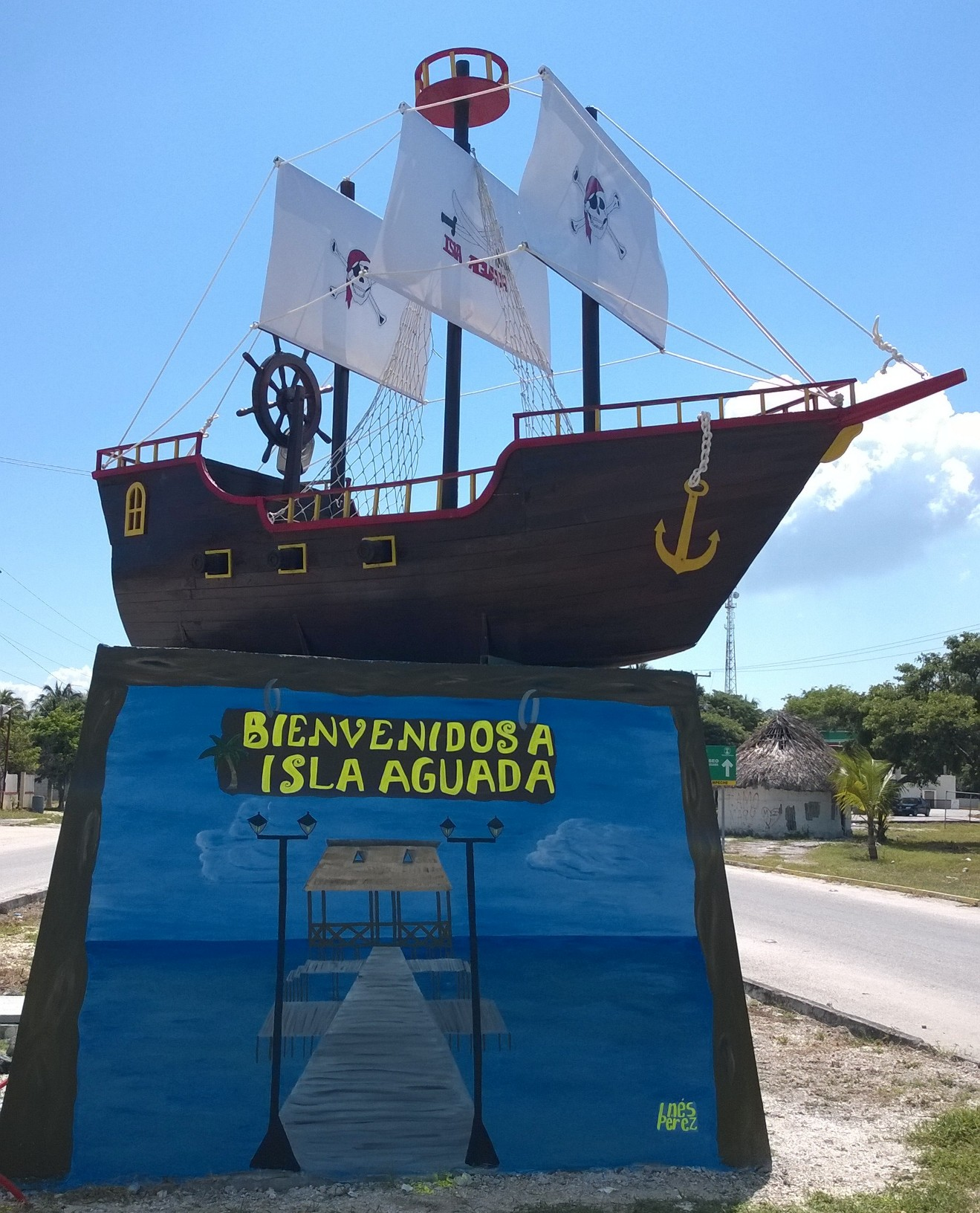
Parador fotográfico.

Todavía Isla Aguada es hoy una playa por explorar, alejada de aglomeraciones turísticas, con aguas pocos profundas que baten suavemente la arena. Por las mañanas las gaviotas fragatas sobrevuelan a pocos metros las lanchas de los pescadores buscando alimentos, el mismo que recién sacado del mar preparan muy rico los restaurantes y fondas del pueblo. Al final el malecón, hay un muelle donde los mismos pescadores ofrecen paseos por la Laguna de Términos en busca de delfines, sin duda toda una aventura.